# Блохин, София
София Блохин (эст. Sofia Blokhin; род. 27 марта 2006 года) — эстонская шахматистка, чемпионка Эстонии по шахматам (2019), мастер ФИДЕ среди женщин (2022).

## Биография
София Блохина дважды подряд выигрывала чемпионат Эстонии по шахматам среди девушек в возрастной группе до 18 лет. 
В 2022 году завоевала две бронзовые медали на чемпионатах мира по быстрым шахматам и блицу среди девушек до 16 лет. В 2023 году выиграла чемпионат Европы по быстрым шахматам среди девушек в возрастной группе до 18 лет.
На чемпионате Эстонии по шахматам 2019 года она показала лучший результат среди женщин и стала чемпионкой Эстонии по шахматам среди женщин.
В 2021 и 2022 годах дважды подряд завоевала серебряную медаль на чемпионатах Эстонии по шахматам среди женщин.
В 2024 году победила на чемпионатах Эстонии по блицу среди женщин и среди девушек в возрастной группе до 20 лет.
София Блохина выступала за Эстонию на шахматных олимпиадах среди женщин:
- В 2022 году на запасной доске на 44-й шахматной олимпиаде (женщины) в Ченнаи (+3, =5, -1)[12].

София Блохина выступала за Эстонию на Командном чемпионате Европы по шахматам среди женщин:
- В 2023 году на запасной доске на 15-м командном чемпионате Европы по шахматам (женщины) в Будве (+2, =0, -2)[13].